# Juanma Gómez
Juan Manuel Gómez Sánchez, conosciuto come Juanma (Don Benito, 29 maggio 1981), è un ex calciatore spagnolo, di ruolo centrocampista.

## Carriera
Acquistato dal Betis Siviglia nell'agosto 2008, ha segnato il suo primo gol ad ottobre nella partita di Coppa del Re contro il Castellón, vincendo per 2-0 in trasferta. Nella sessione di calcio mercato, arriva al Villarreal Club de Fútbol a parametro zero.